# Miquel Marquet i Mallol
Miquel Marquet i Mallol (Barcelona, segle xiii - segle xiv) fill de Ramon Marquet i de Rubí i Maria Mallol, germà de Bernat Marquet i Mallol, fou conseller en cap de Barcelona en quatre períodes (1302-03, 1312-13, 1328-29 i 1332-33) i un cop conseller segon (1308-09).